# Championnat d'Ouganda de football 2019-2020
Navigation
Edition précédente Edition suivante
La saison 2019-2020 du Championnat d'Ouganda de football est la 51e édition du championnat de première division ougandais. Les seize clubs engagés sont regroupés au sein d'une poule unique où ils s'affrontent à deux reprises, à domicile et à l'extérieur. En fin de saison, les trois derniers du classement sont relégués et remplacés par les trois meilleurs clubs de Big League, la deuxième division ougandaise.
Le Vipers Sports Club remporte le championnat, c'est son quatrième titre de champion.

## Déroulement de la saison
Le championnat débute le 29 août 2019, après la 25e journée le 7 mars 2020, le championnat est interrompu à cause de la pandémie de Covid-19. Le 20 mai 2020, le championnat est définitivement arrêté, comme 75% des matchs ont été joués, le classement lors de l'abandon est définitif, Vipers Sports Club est déclaré champion et les trois derniers seront relégués.

## Participants
- Bul FC
- Bright Stars FC
- Onduparaka FC
- Express Football Club
- Kampala City Council
- Wakiso Giants FC - Promu de D2
- Police Football Club
- Kirinya-Jinja SS est renommé Busoga United FC
- Uganda Revenue Authority SC
- Kyetume FC - Promu de D2
- Villa Sports Club
- Tooro United FC
- Vipers Sports Club
- Proline FC - Promu de D2
- Maroons FC
- Mbarara City FC

## Compétition

### Classement
Le classement est établi sur le barème de points classique (victoire à 3 points, match nul à 1, défaite à 0). Pour départager les égalités, on tient d'abord compte de la différence de buts générale, puis du nombre de buts marqués, puis des confrontations directes.
| Rang | Équipe                      | Pts  | J  | G  | N  | P  | Bp | Bc | Diff |
| ---- | --------------------------- | ---- | -- | -- | -- | -- | -- | -- | ---- |
| 1    | Vipers SC                   | 54   | 25 | 16 | 6  | 3  | 38 | 15 | +23  |
| 2    | Kampala City Council T      | 50   | 25 | 15 | 5  | 5  | 42 | 21 | +21  |
| 3    | Villa Sports Club           | 46   | 25 | 13 | 7  | 5  | 33 | 21 | +12  |
| 4    | Busoga United FC            | 42   | 25 | 13 | 3  | 9  | 30 | 22 | +8   |
| 5    | Uganda Revenue Authority SC | 40   | 25 | 10 | 10 | 5  | 29 | 22 | +7   |
| 6    | Bul FC                      | 36   | 25 | 10 | 6  | 9  | 31 | 25 | +6   |
| 7    | Mbarara City FC             | 36   | 25 | 10 | 6  | 9  | 29 | 27 | +2   |
| 8    | Onduparaka FC               | 31   | 25 | 9  | 4  | 12 | 30 | 28 | +2   |
| 9    | Express Football Club       | 31   | 25 | 9  | 4  | 12 | 30 | 37 | -7   |
| 10   | Wakiso Giants FC P          | 30   | 25 | 8  | 6  | 11 | 24 | 27 | -3   |
| 11   | Kyetume FC P                | 30   | 25 | 9  | 3  | 13 | 24 | 37 | -13  |
| 12   | Bright Stars FC             | 29   | 25 | 7  | 8  | 10 | 24 | 28 | -4   |
| 13   | Police Football Club        | 25-3 | 25 | 8  | 4  | 13 | 30 | 37 | -7   |
| 14   | Maroons FC                  | 24   | 25 | 6  | 6  | 13 | 26 | 41 | -15  |
| 15   | Proline FC P                | 22-6 | 25 | 8  | 4  | 13 | 18 | 38 | -20  |
| 16   | Tooro United FC             | 22   | 25 | 6  | 4  | 15 | 18 | 39 | -21  |

|  | Qualification pour la Ligue des champions de la CAF 2020-2021                        |
|  | Qualification pour la Coupe de la confédération 2020-2021                            |
|  | Relégation directe en Big League                                                     |
|  | T : Tenant du titre C : Vainqueur de la Coupe d'Ouganda 2020 P : Promu de Big League |

- La Coupe d'Ouganda ayant été abandonnée, c'est le vice-champion qui est qualifié pour la Coupe de la confédération.
- Police Football Club, pénalité de trois points pour forfait lors de la première journée.
- Proline FC, pénalité de six points pour forfait à domicile lors de la troisième journée.

## Bilan de la saison
| Championnat d'Ouganda de football 2019-2020                        |                                                   |
| Champion                                                           | Vipers Sports Club (4e titre)                     |
| Coupes et trophées                                                 |                                                   |
| Vainqueur de la Coupe d'Ouganda 2019-2020                          | non disputée                                      |
| Qualifications continentales                                       |                                                   |
| Ligue des champions de la CAF 2020-2021                            | Vipers Sports Club                                |
| Coupe de la confédération 2020-2021                                | Kampala Capital City Authority Football Club      |
| Promotions et relégations                                          |                                                   |
| Promus en Championnat d'Ouganda de football                        | MYDA FC (Malaba Youth Development Association FC) |
| Promus en Championnat d'Ouganda de football                        | Uganda Peoples Defence Forces                     |
| Promus en Championnat d'Ouganda de football                        | Kitara FC                                         |
| Relégués en Championnat d'Ouganda de football de deuxième division | Maroons FC                                        |
| Relégués en Championnat d'Ouganda de football de deuxième division | Proline FC                                        |
| Relégués en Championnat d'Ouganda de football de deuxième division | Tooro United FC                                   |